# Wiersze (Aleksander Wat)
Wiersze – pierwszy w dorobku Aleksandra Wata zbiór wierszy wydany w grudniu 1957 r.
Tom składa się dwóch części. Pierwsza, zatytułowana Wiersze nowe, grupuje w czterech cyklach (W okolicach cierpienia; Sny; Inne; Obce miejsca, obce twarze) utwory napisane od grudnia 1955 r. do czerwca 1957 r. Skromniejsza część druga, Z wierszy dawniej drukowanych,  pomieściła wiersze drukowane wcześniej po wojnie w „Nowinach Literackich” i „Kuźnicy”. Poetycką podróż, która ma zaradzić zespołowi dolegliwości, wywołanych tzw. syndromem Wallenberga, które trapiły Wata po udarze mózgowym w 1953 r., stała się czymś na kształt podróży pasyjnej, zgłębiającej metafizykę bólu. Pierwszy wiersz rozpoczyna się od słów: „W czterech ścianach mego bólu / nie ma okien ani drzwi”.
Dominującym tematem książki jest intensywny ból pod różnymi postaciami. Stąd jej nierównomierny rytm i poszarpana forma. Fizycznemu cierpieniu, chorobie i starości towarzyszy groza i lęk przed całkowitą zatratą duszy i ciała. Wg Miłosza, „jego poezja jest bezwstydnie metafizyczna, jest stenogramem cierpienia. Także inni krytycy podkreślają somatyczny charakter poezji Wata, używając takich określeń jak: „wstręt do ciała”, „medytacja ciałem”, „odczuwanie świata ciałem”, „sakralizacja skóry”, „wtrącenie w skórę”, „egzystencja i ciało”.
Tom został wyróżniony prestiżową wówczas nagrodą literacką „Nowej Kultury”, dystansując wybitne dzieła kilku kontrkandydatów: Witolda Gombrowicza, Jerzego Andrzejewskiego, Kazimierza Brandysa, Zbigniewa Herberta, Sławomira Mrożka, Tadeusza Nowakowskiego i Andrzeja Stawara.

## Recenzje i omówienia
- Matuszewski Ryszard, Gałąź późno rozkwitła, „Nowa Kultura” 1957, nr 17
- Cieński Andrzej, „Esencje jego czarne…”, „Odra” 1958, nr 4, s. 4.
- Herling-Grudziński Gustaw, Czysta czerń, „Wiadomości” (Londyn) 1958, nr 11, s. 3.
- Kamieńska Anna, Poezja tragizmu i mądrości. (O wierszach Aleksandra Wata) , „Spojrzenia” 1958, nr 33, s. 3.
- Kłak Tadeusz, Wat z tej i tamtej strony, „Kamena” 1958, nr 6, s. 2, 4.
- Lichniak Zygmunt, Podejrzliwość nieunikniona, „Kierunki” 1958, nr 39, s. 6.
- Łapiński Zdzisław, Liryki, „Tygodnik Powszechny” 1958, nr 15, s. 6.
- Maciąg Włodzimierz, Poezja rozstrojonego instrumentu, „Życie Literackie” 1958, nr 5, s. 3.
- Międzyrzecki Artur, Skala widzenia, „Nowe Książki” 1958, nr 4, s. 193-196.
- (sad.) (Sadkowski Wacław), Wiersze Wata, „Trybuna Ludu” 1958, nr 79, s. 6.
- Wyka Kazimierz, Super flumina Babylonis, „Twórczość” 1958, nr 3, s. 98-113.
- Kryszak Janusz,  „Ból mój, mój demon” , „Poezja” 1974, nr 7-8, s. 135-138.